# Diguetia canities
Diguetia canities és una espècie d'aranya araneomorfa de la família dels diguètids (Diguetidae).
Tenen el nom popular, en anglès, de desert bush spider (aranya d'arbust del desert). Es troba en els deserts i zones semidesèrtiques en els Estats Units, des de Califòrnia a Oklahoma i Texas.

## Descripció
És força peluda i té una mida d'uns 9 mm. El cefalotòrax, més allargat, és de color taronja i està cobert de pèls blancs curts. L'abdomen, d'un color marró, té un marcat caràcter fosc i vores blanques. Les potes són de color groc-marró. No hi ha massa diferència entre mascles i femelles.
Com succeeix amb altres membres d'aquesta família, els exemplars de Diguetia canities construeixen una web elaborada i característica, amb una làmina en volta, coberta per un recés tubular que té material vegetal incorporat. Aquest niu és utilitzat per l'aranya femella per ocultar el seu sac d'ous. La teranyina se situa fins a 60 cm per sobre del terra, sovint en un arbust; d'aquí el nom popular.